# Johann Philipp von Walderdorff
Johann Philipp von Walderdorff (Montabaur, 24 maggio 1701 – Treviri, 12 gennaio 1768), arcivescovo di Treviri dal 1756 al 1768 e vescovo di Worms dal 1763 al 1768.

## Biografia
Johann Philipp nacque a Molsberg, in seno alla nobile famiglia dei conti von Walderdorff. Suo fratello fu Adalbert II von Walderdorff, principe-vescovo di Fulda.
Divenne vicario generale dell'arcidiocesi, e nel 1742 venne nominato governatore. Con il sostegno della Francia, nel 1754 venne nominato arcivescovo titolare di Patrasso e arcivescovo coadiutore di Treviri con diritto di successione dopo l'arcivescovo Franz Georg von Schönborn. Nel 1756 alla morte di Franz Georg, Johann Philipp gli succedette e, nel 1763 venne eletto vescovo di Worms.
Johann Philipp ricostruì la residenza degli arcivescovi di Treviri, Engers a Coblenza, e il suo castello di famiglia a Molsberg nel Westerwald. Morì nel 1768.

## Genealogia episcopale e successione apostolica
La genealogia episcopale è:
- Cardinale Guillaume d'Estouteville, O.S.B.Clun.
- Papa Sisto IV
- Papa Giulio II
- Cardinale Raffaele Riario
- Papa Leone X
- Papa Clemente VII
- Cardinale Antonio Sanseverino, O.S.Io.Hieros.
- Cardinale Giovanni Michele Saraceni
- Papa Pio V
- Cardinale Innico d'Avalos d'Aragona, O.S.Iacobi
- Cardinale Scipione Gonzaga
- Patriarca Fabio Biondi
- Papa Urbano VIII
- Cardinale Cosimo de Torres
- Cardinale Francesco Maria Brancaccio
- Vescovo Miguel Juan Balaguer Camarasa, O.S.Io.Hieros.
- Papa Alessandro VII
- Arcivescovo Massimiliano Enrico di Baviera
- Vescovo Johann Heinrich von Anethan
- Arcivescovo Anselm Franz von Ingelheim
- Vescovo Matthias Starck
- Arcivescovo Lothar Franz von Schönborn
- Vescovo Friedrich Karl von Schönborn-Buchheim
- Arcivescovo Franz Georg von Schönborn
- Arcivescovo Johann Philipp von Walderdorff

La successione apostolica è:
- Vescovo Franz Anton Xaver von Scheben (1765)

## Stemma
| Immagine | Blasonatura                                                    |
| -------- | -------------------------------------------------------------- |
| \| \|    | Johann Philipp von Walderdorff Principe-Arcivescovo di Treviri |
|          |                                                                |